# Рябінський Андрій Михайлович
Андрій Михайлович Рябінський (нар. 17 липня 1973, Москва, СРСР) — російський підприємець, засновник і голова ради директорів ТОВ "Група компаній «Московський іпотечний центр». Президент промоутерської компанії «Світ боксу».

## Біографія
Андрій Рябинский народився і виріс в Москві.

### Освіта
В 1990 ріку закінчив середню школу № 1158 Москви, в 1998 ріку — Російську економічну академію імені Г. В. Плеханова за фахом «Економічна кібернетика». З 2009 по 2011 рік вчився в Академії народного господарства при Уряді Російської Федерації, отримавши міру DBA.

### Професійна діяльність
Будучи студентом почав працювати в одній з великих московських риелторских компаній. Тут же познайомився з Олександром Копилковим, з яким в 1999 ріку і створив Групу компаній «МИЦ», яка спочатку займалася виключно риелторской діяльністю. Потім вона стала інвестувати в житлобудівництво і суміжні галузі, а з 2005 ріка сама почала будувати житло.
У 2012 зайняв пост голови ради директорів ГК «МИЦ», яка в 2019 році увійшла до рейтингу найнадійніших російських девелоперів за версією Forbes, а також в рейтинг 500 найбільших за розміром виручки компаній Росії за версією РБК.

## Проекти в спорті
В юності займався боксом. Став кандидатом в майстри спорту. У 2012—2013 роках — генеральний партнер баскетбольного клуба Химки.
5 жовтня 2013 ріка Рябинский спільно з компанією «Роснефть» організував боксерський поєдинок по версіях WBA, WBO, IBF, IBO між Володимиром Кличком і Олександром Поветкиным. Бюджет поєдинку Кличко з Поветкиным склав 25 млн доларів, телевізійні права були продані по всьому світу, у тому числі RTL, HBO, «Першому Каналу». За словами Рябинского, для нього цей бій не був комерційним проектом. "Я розумію, що на тлі заробітків будь-якими способами я викидаю свої гроші на вітер, організовуючи цей бій. Але мені просто хотілося організовувати бій світового масштабу», - говорив він. Також він зазначав, що хоче допомогти Москві стати одним з центрів світового боксу поряд з Нью-Йорком, Лас-Вегасом і Гамбургом.
У 2013 році створив і очолив промоутерську компанію «Світ боксу», яка увійшла до групи компаній «МІЦ». Центр підписав контракти з провідними боксерами: Олександром Повєткіним, Денисом Лебедєвим, Григорієм Дроздом, Рахімом Чахкіева, Едуардом Трояновським, Мануелем Чарром і іншими, ставши найбільшою європейською промоутерською компанією в сфері боксу.
У 2014 році промоутерська компанія «Світ боксу» організувала ряд великих чемпіонських боїв [9]. У 2015 році Рябінскій виграв суд у боксерського промоутера Дона Кінга, з вини якого був зірваний бій між чемпіоном світу за версією Всесвітньої боксерської асоціації (WBA) Денисом Лебедєвим і Гільєрмо Джонсом. Компенсація склала 1,6 млн доларів, які Рябінскій обіцяв направити на «підготовку російських боксерів». У 2018 році Рябінскій виграв 4,3 млн доларів в суді у справі про скасованому в 2016 році поєдинку між Олександром Повєткіним і Деонтеєм Уайлдером.
У червні 2021 року Андрій Рябінскій, будучи промоутером боксера Олександра Повєткіна, оголосив про завершення його спортивної кар'єри.

## Досягнення і нагороди
У 2011 році став лауреатом номінації «Персона № 1» щорічної міжнародної премії «Рекорди ринку нерухомості» за досягнення на ринку російської та зарубіжної нерухомості.
У 2012 році в рейтингу «Коммерсанта» «Топ -1000 регіональних керівників підприємств» зайняв 360 місце як голова ради ГК «МІЦ».
У липні 2013 року посів п'яте місце в рейтингу «Медіалогії» «ТОП-10 бізнесменів» завдяки організації бою між Кличком і Повєткіним.
У 2014 році став «Людиною року» за версією Всесвітньої боксерської ради (WBC) [16].
У 2014 році був удостоєний національної премії «Зірка боксу» в номінації «Людина року».
У 2016 році встановив світовий рекорд по снайпінгу в дисципліні «група з п'яти пострілів підряд». У 2017 році - світовий рекорд по снайпінгу по дальності точного пострілу - 4210 м.
У 2018 році зайняв п'яте місце на міжнародному турнірі снайперських пар серед спецпідрозділів і друге місце в класі F-OPEN на Відкритій першості Росії по високоточної стрільби в дисципліні Ф-клас.
У 2019 на 1-му Всеросійському турнірі з наддалекої стрільбі «Король 2-х миль» посів третє місце в особистому і перше місце в командному заліку. В цьому ж році взяв участь у Відкритій першості Росії по високоточної стрільби на далекі дистанції в дисципліні Ф-клас, де зайняв 2-е місце (в класі F-OPEN).
У 2020 році зайняв 1-е місце на відкритій першості Росії по високоточної стрільби. Раніше також виступив у Відкритому чемпіонаті Росії по F-class, де зайняв 3 місце в класі F OPEN з результатом в 235 очок.
У червні стрілок став володарем національного рекорду на дистанції 900 ярдів, 15 пострілів в класі F OPEN, з результатом 75,11. Рекорд був встановлений 20 червня 2020 року на першому етапі Чемпіонату РФ в Бєлгороді.
У жовтні 2020 року взяв участь в змаганнях по високоточної стрільби «Король 2 миль», де зайняв 1-е місце.
У 2021 році зайняв 1-е місце в командному заліку на Відкритому чемпіонаті з високоточної стрільби в Бєлгороді.
У червні 2021-го вдруге став переможцем змагань снайперських пар зі стрільби на екстремально далекі дистанції і отримав нагороду «Король 1 милі» (King of 1 Mile) і «Король 2 миль» (King of 2 Miles).